# Arvicola sapidus
Arvicola sapidus е вид гризач от семейство Мишкови (Muridae). Видът е уязвим и сериозно застрашен от изчезване.

## Разпространение
Разпространен е в Испания, Португалия и Франция.

## Описание
Теглото им е около 220 g.
Продължителността им на живот е около 3,5 години. Популацията на вида е намаляваща.